# Эртуг, Исмаил
Исмаил Эртуг (р. 5 декабря 1975 года, Амберг, ФРГ) — немецкий политик, член Европарламента.

## Биография
Исмаил Эртуг родился 5 декабря 1975 года в немецком городе Амберг. В 1972 году его родители переехали из турецкого города Измир в Германию в поисках работы. Вырос в промышленном районе Луитпольд, окончил университет города Амберг по специальности бизнес-администрирование. После окончания университета работал в качестве координатора и эксперта по социальному страхования в компании медицинского страхования Баварии.

## Политическая карьера
С 1999 года Эртуг является членом немецкой социал-демократической партии (СДПГ). Являлся членом городского совета Амберга. В настоящее время, в качестве члена Европейского парламента представляет баварские регионы Верхний Пфальц и Нижнюю Баварию. В Европарламенте Эртуг состоит в комитете по транспорту и туризму, а также исполняет функции заменяющего представителя Комитета по сельскому хозяйству и развитию сельских районов. Исмаил Эртуг является членом межпарламентского комитета ЕС-Турция и делегации ЕС-Израиль.